# Fernando Sorrentino
Fernando Sorrentino, né le 8 novembre 1942 à Buenos Aires, est un écrivain argentin. Ses textes ont été traduits en anglais, portugais, italien, allemand, français, finnois, hongrois, polonais, bulgare, chinois, vietnamien, tamil et kabyle[réf. nécessaire].

## Ouvrages
Histoires courtes
- La regresión zoológica, Buenos Aires, Dos, 1969, 154 p.
- Imperios y servidumbres, Barcelone, Seix Barral, 1972, 196 p.; réédition, Buenos Aires, Torres Agüero Editor, 1992, 160 p.
- El mejor de los mundos posibles, Buenos Aires, Plus Ultra, 1976, 208 p.
- En defensa propia, Buenos Aires, Belgrano, 1982, 128 p.
- El rigor de las desdichas, Buenos Aires, del Dock, 1994, 82 p.
- La Corrección de los Corderos, y otros cuentos improbables, Buenos Aires, Abismo, 2002, 194 p.
- Existe un hombre que tiene la costumbre de pegarme con un paraguas en la cabeza, Barcelone, Carena, 2005, 356 p.
- El regreso. Y otros cuentos inquietantes, Buenos Aires, Estrada, 2005, 80 p.
- En defensa propia / El rigor de las desdichas, Buenos Aires, Los Cuadernos de Odiseo, 2005, 144 p.
- Biblioteca Mínima de Opinión, Santa Cruz de la Sierra, Opinión, 2007, 32 p.
- Costumbres del alcaucil, Buenos Aires, Sudamericana, 2008, 64 p.
- El crimen de san Alberto, Buenos Aires, Losada, 2008, 186 p.
- El centro de la telaraña, y otros cuentos de crimen y misterio, Buenos Aires, Longseller, 2008, 64 p. Nouvelle édition : El centro de la telaraña, y otros cuentos de crimen y misterio, Buenos Aires, Longseller, 2014, 96 p.
- Paraguas, supersticiones y cocodrilos (Verídicas historias improbables), Veracruz (México), Instituto Literario de Veracruz, El Rinoceronte de Beatriz, 2013, 140 p.
- Problema resuelto / Problem gelöst, édition bilingue espagnole/allemand, Düsseldorf, DUP (Düsseldorf University Press), 2014, 252 p.
- Los reyes de la fiesta, y otros cuentos con cierto humor, Madrid, Apache Libros, 2015, 206 p.

Littérature pour enfants et adolescents
- Cuentos del Mentiroso, Buenos Aires, Plus Ultra, 1978, 96 p. ; réédition avec modifications, Buenos Aires, Grupo Editorial Norma, 2002, 140 p.; nouvelle réédition, avec nouvelles modifications, Buenos Aires, Cántaro, 2012, 176 p.
- El remedio para el rey ciego, Buenos Aires, Plus Ultra, 1984, 78 p.
- El Mentiroso entre guapos y compadritos, Buenos Aires, Plus Ultra, 1994, 96 p.
- La recompensa del príncipe, Buenos Aires, Stella, 1995, 160 p.
- Historias de María Sapa y Fortunato, Buenos Aires, Sudamericana, 1995, 72 p. ; réédition : Santillana, 2001, 102 p.
- El Mentiroso contra las Avispas Imperiales, Buenos Aires, Plus Ultra, 1997, 120 p.
- La venganza del muerto, Buenos Aires, Alfaguara, 1997, 92 p.
- El que se enoja, pierde, Buenos Aires, El Ateneo, 1999, 56 p.
- Aventuras del capitán Bancalari, Buenos Aires, Alfaguara, 1999, 92 p.
- Cuentos de don Jorge Sahlame, Buenos Aires, Santillana, 2001, 134 p.
- El Viejo que Todo lo Sabe, Buenos Aires, Santillana, 2001, 94 p.
- Burladores burlados, Buenos Aires, Crecer Creando, 2006, 104 p.
- La venganza del muerto [edición ampliada, contiene cinco cuentos: Historia de María Sapa; Relato de mis travesuras; La fortuna de Fortunato; Hombre de recursos; La venganza del muerto], Buenos Aires, Alfaguara, 2011, 160 p.

Œuvres plus longues
- Costumbres de los muertos, 1996
- Sanitarios centenarios, 1979 [tr. Sanitary Centennial: And Selected Short Stories, 1988]

Interviews et essais
- Siete conversaciones con Jorge Luis Borges, 1974 [tr. by Clark M. Zlotchew, Seven Conversations With Jorge Luis Borges, 1982, 2010]
- Conversaciones con Jorge Luis Borges, 2017
- Siete conversaciones con Adolfo Bioy Casares, 1992, 2001, 2007
- El forajido sentimental. Incursiones por los escritos de Jorge Luis Borges, 2011

Anthologies
- Treinta y cinco cuentos breves argentinos, 1973
- Treinta cuentos hispanoamericanos (1875-1975), 1976
- Cuentos argentinos de imaginación, 1974
- Treinta y seis cuentos argentinos con humor, 1976
- Diecisiete cuentos fantásticos argentinos, 1978.
- Nosotros contamos cuentos, 1987
- Historias improbables. Antología del cuento insólito argentino, 2007
- Ficcionario argentino (1840-1940). Cien años de narrativa: de Esteban Echeverría a Roberto Arlt, 2012
- Cincuenta cuentos clásicos argentinos. De Juan María Gutiérrez a Enrique González Tuñón, 2016